# Томас Кох
Томас Кох (нім. Thomas Koch; 17 серпня 1983, м. Клагенфурт, Австрія) — австрійський хокеїст, центральний нападник. Виступає за ХК «Клагенфурт» в Австрійській хокейній лізі. 
Вихованець хокейної школи ХК «Клагенфурт». Виступав за ХК «Клагенфурт», ХК «Лулео», «Ред Булл» (Зальцбург).
У складі національної збірної Австрії учасник чемпіонатів світу 2003, 2004, 2006 (дивізіон I), 2007, 2008 (дивізіон I), 2009, 2010 (дивізіон I), 2011 і 2012 (дивізіон I). У складі молодіжної збірної Австрії учасник чемпіонатів світу 2000 (група C), 2001 (дивізіон I), 2002 (дивізіон I) і 2003 (дивізіон I). У складі юніорської збірної Австрії учасник чемпіонату світу 2000 (група B).
Досягнення
- Чемпіон Австрії (2000, 2001, 2004, 2007, 2008, 2010, 2011), срібний призер (2009)
- Володар Континентального кубка (2010), срібний призер (2011).